# Polypodium atrum
Polypodium atrum là một loài dương xỉ trong họ Polypodiaceae. Loài này được A.M. Evans mô tả khoa học đầu tiên năm 1968.